# Rozdil
Rozdil (ukrainien : Розділ) est une commune urbaine de l'oblast de Lviv, en Ukraine. Elle compte 2 418 habitants en 2021.